# Wariacja bez powtórzeń
Wariacja bez powtórzeń – dowolny ciąg różnych elementów wybranych z pewnego skończonego zbioru. Jeśli zbiór jest n-elementowy, {\displaystyle 1\leqslant k\leqslant n,} to ciąg o długości {\displaystyle k} jest określany jako k-wyrazowa wariacja bez powtórzeń zbioru n-elementowego. Oczywiście kolejność elementów w ciągu ma znaczenie. Gdy {\displaystyle k=n,} wariację bez powtórzeń nazywa się permutacją.
Liczba wszystkich k-wyrazowych wariacji bez powtórzeń zbioru n-elementowego wyraża się wzorem:
{\displaystyle V_{n}^{k}={\frac {n!}{(n-k)!}}=n\cdot (n-1)\cdot \ldots \cdot (n-k+1).}
k-wyrazową wariację bez powtórzeń zbioru n-elementowego można interpretować jako funkcję różnowartościową (iniekcję) ze zbioru k-elementowego w zbiór n-elementowy.
Na kalkulatorach liczbę wszystkich wariacji bez powtórzeń ze zbioru r-elementowego do zbioru n-elementowego wyraża się znakiem nPr.

## Przykłady
- Ze zbioru {a,b,c} można utworzyć następujące 2-elementowe wariacje:

ab, ac, ba, bc, ca, cb
(dla uproszczenia zapisu ciągi nie są ujęte w nawiasy, elementy ciągów nie są oddzielone przecinkami).
- Z cyfr 1, 2, 3, 4, 5 można utworzyć {\displaystyle {\tfrac {5!}{(5-3)!}}=60} liczb trzycyfrowych o różnych cyfrach.

## Związki z innymi wzorami kombinatorycznymi
{\displaystyle V_{n}^{k}=C_{n}^{k}\cdot P_{k}}
{\displaystyle V_{n}^{n-1}=V_{n}^{n}=P_{n}}
gdzie {\displaystyle C_{n}^{k}} jest liczbą k-elementowych kombinacji ze zbioru n-elementowego, a {\displaystyle P_{n}} jest liczbą permutacji zbioru n-elementowego.